# Charytonowo (obwód miński)
Charytonowo (biał. Харытонава, Charytonawa; ros. Харитоново, Charitonowo) – wieś na Białorusi, w obwodzie mińskim, w rejonie stołpeckim, w sielsowiecie Szaszki.

## Historia
W dwudziestoleciu międzywojennym leżało w Polsce, w województwie nowogródzkim, w powiecie stołpeckim, w gminie Rubieżewicze. W 1921 miejscowość liczyła 50 mieszkańców, zamieszkałych w 8 budynkach, wyłącznie Polaków. 49 mieszkańców było wyznania rzymskokatolickiego i 1 prawosławnego.
Po II wojnie światowej w granicach Związku Sowieckiego. Od 1991 w niepodległej Białorusi.